# Карнарвон Таун
«Карнарвон Таун» — валлийский футбольный клуб, представляющий город Карнарвон. В настоящий момент выступает в Премьер-лиге Уэльса. Основан в текущем виде в 1937 году, домашние матчи проводит на стадионе «Овал», построенном в 1888 году и рассчитанном на 3000 мест (из них 600 - сидячие). 

## История
Первый футбольный клуб в Карнарвоне появился в 1876 году и назывался «Карнарвон Атлетик» (так же известный как «Карнарвон Уондерерс»). «Карнарвон Уондерерс» стал первым клубом из Северного Уэльса, принявшим участие в розыгрыше Кубка Англии 1886 года, однако, клуб проиграл свой первый же матч в Кубке со счётом 1:10 команде Сток Сити. 
В 1888 году клуб начал выступать на стадионе «Овал», являющемся домашней ареной для главного футбольного клуба Карнарвона и по сей день. Вскоре клуб распался, но бывшие его игроки организовали новый, Карнарвон Иронополис, который выиграл Лигу побережья Северного Уэльса в сезоне 1901/02 и прекратил своё существование в 1903 году. 
После Первой мировой войны в городе снова появился клуб «Карнарвон Атлетик», который дважды выиграл Национальную лигу Севера Уэльса (в сезонах 1926/27 и 1929/30), после чего распался. 
В 1937 году футбольный клуб в Карнарвоне возрадился под нынешним названием. С 1937 по 1980 годы «Карнарвон Таун» играл в Национальной лиге Уэльса (Север), на тот момент являвшейся высшим дивизионом в Северном Уэльсе (при отсутствии общего турнира для всей страны). Будучи обладателем нескольких титулов, в 1980 году команда получает разрешение на переход в Комбинационную лигу Ланкашира — объединенную лигу Северо-Запада Англии. В новой для себя лиге команда занимает сначала 6-е место, а на следующий сезон (1982 год) выигрывает лигу. В этом же году лига прекращает своё существование, а «Карнарвон Таун», на правах победителя, присоединяется к Футбольной лиге Северо-западных графств (низшему дивизиону Северной Премьер-лиги), где в первый же сезон получает повышение и попадает в саму Северную Премьер-лигу, где играет до 1990 года. В это же время резервная команда клуба выступает в Футбольной лиге Валлийского альянса, где берёт несколько наград. Основная команда, вылетев из Северной Премьер-лиги в 1990 году, продолжила играть в низшем дивизионе. Федерация футбола Уэльса в 1992 году организовала чемпионат Уэльса и пыталась законодательно обязать валлийские команды в нём участвовать. «Карнарвон Таун» оспаривал это решение в суде, но спустя несколько лет добровольно решил вернуться в систему чемпионатов Уэльса. В 1995 году команда начинает сезон в Премьер-лиге Уэльса (высшей лиге региона) и играет в ней до 2000 года, вылетев в низший дивизион, Кимру Альянс. Однако в следующем сезоне команда выигрывает розыгрыш второго дивизиона  и возвращается в высшую лигу, оставаясь там до 2009 года.
Из-за финансовых проблем и плохой игры, в 2009 году команда вынуждена распродать всех своих игроков. С резервным составом «Карнарвон Таун» вылетает во вторую лигу, Кимру Альянс, откуда через год вылетает в Футбольную лигу Валлийского Альянса (третий по силе дивизион на тот момент). В 2011 году команде удаётся реорганизоваться, выиграть в 2013 году золото лиги, Кубок футбольной ассоциации Уэльса (второй по значимости футбольный кубок Уэльса, во второй раз в истории), Кубок Куксон (в четвертый раз в истории) и подняться в Кимру Альянс. Во второй лиге команда уверенно берёт несколько наград, однако не возвращается в Премьер-лигу, не получив лицензию от федерации. Наконец, в 2018 году команда в очередной раз выигрывает розыгрыш Кимру Альянс и возвращается в Премьер-лигу, где и играет на данный момент (2020 год).

## Идентификация
Цвета клуба — зелёный и жёлтый — не меняются с 1895 года, с тех же пор и зафиксировано прозвище «канарейки». Фанаты «Карнарвон Таун» используют самоназвание Copi Army. Наиболее принципиальными для клуба являются матчи против Портмадога, Бангор Сити и клуба Рил.

## Достижения

### Основная команда
Национальная лига Уэльса (Север) 
- Чемпион: 1939/40 (Западный дивизион), 1946/47, 1965/66, 1977/78, 1978/79;
- Серебряный призёр: 1956/57, 1957/58, 1972/73, 1979/80;
- Бронзовый призёр: 1955/56;

Кубок Куксон
- Обладатель: 1956/57, 1977/78, 1990/91, 2012/13;

Кубок футбольной ассоциации Уэльса 
- Обладатель: 1977/78, 2012/13;

Комбинационная лига Ланкашира 
- Чемпион: 1981/82;

Футбольная лига Северо-западных графств
- Серебряный призёр: 1982/83;

Северная Премьер-лига 
- Бронзовый призёр: 1986/87, 1987/88;

Футбольная лига Валлийского Альянса
- Чемпион: 2012/13;

Лига Кимру Альянс
- Чемпион: 2000/01, 2015/16, 2017/2018;
- Серебряный призёр: 2014/15, 2016/2017.
- Бронзовый призёр: 2013/14.

### Резервный состав
Футбольная лига Уэльского альянса 
- Серебряный призёр: 1990/91;
- Бронзовый призёр: 1985/86, 1986/87.